# Ciconia maguari
La cigüeña maguari, tuyango, cigüeña americana, tabuyayá, pillo o gabán peonío (Ciconia maguari) es una especie de ave ciconiforme de la familia Ciconiidae nativa de América del Sur.

## Características
Es un ave de gran tamaño; alcanza los 130 cm de largo, desde el pico hasta la punta de la cola, y 85 cm de altura de pie, con poco dimorfismo sexual. Es de color blanco, con la cabeza, el cuello y el pecho con reflejos grises. Las plumas primarias y secundarias del ala, así como las supracaudales, son de color negro y tornasoladas. La cola es también negra. Parte de la cara es desnuda, de color rojo. El pico es largo, cónico y robusto, de color verde azulado en la parte posterior y rojo violáceo en la parte anterior. Las patas son rojas. En la temporada de celo, los colores de las partes desnudas se avivan.
El juvenil es de color oscuro, con la cola blanquecina, y pico y patas negros; a medida que crecen el plumaje se va aclarando. Los pichones son negros, con la región gular amarilla.

## Hábitos
Es gregaria, formando bandadas no muy numerosas por lo general, aunque a veces pueden alcanzar cientos de individuos en temporada de sequía. Vuelan a gran altura, describiendo círculos ayudadas por las corrientes térmicas.
Entre junio y noviembre es la temporada de purga. Construyen un nido en forma de plataforma, de 1,20 a 1,30 m de diámetro externo y 45 cm internamente, que fabrican con tallos de ciperáceas y otros juncos; lo levantan al borde de las aguas o en regiones semianegadas, como esteros y bañados. Ponen en días alternos hasta 3 huevos blancos, elípticos u ovoides, de hasta 75 x 54 mm de tamaño. Los pichones nacen poco desarrollados, y son nidícolas durante algunas semanas. Los padres los alimentan con pececillos y otras piezas de pequeño tamaño.

## Distribución y conservación
Habita regiones de lagunas o marjales en zonas tropicales y subtropicales de América, con un rango estimado de 5.200.000 km². Su población se estima entre 50 y 100 mil ejemplares. La única amenaza identificada es la destrucción de su hábitat, los humedales, pero no parece en riesgo inmediato. Se encuentra en Argentina, Bolivia, Brasil, Colombia, Guyana, Guayana francesa, Paraguay, Surinam, Uruguay y Venezuela. Anteriormente era considerado hipotético en Perú, pero recientemente se le cambió de estatus a visitante no reproductivo. Es vagante en Chile, Trinidad y las islas Malvinas. No se tienen registros en Ecuador.